# Шульц, Вальтер
Вальтер Шульц (нем. Walter Schulz; 1 (29) июля 1893, Франкфурт-на-Одере — 1 (21) января 1968, Берлин) — немецкий виолончелист и музыкальный педагог.

## Биография
Учился в Берлине у Хуго Дехерта.
В 1918—1926 годах солист Берлинского филармонического оркестра, затем до 1935 года концертмейстер виолончелей в Веймарской капелле.
С 1933 года преподавал в Веймарской Высшей школе музыки, с 1934 года — профессор, а в 1945—1948 годах — директор.
В 1930-50-е годы выступал в составе фортепианного трио Юлиуса Дальке (с кларнетистом Альфредом Рихтером и, после смерти Дальке, пианистом Рудольфом Шмидтом), в послевоенные годы также в составе струнного квартета Герхарда Боссе. Как солист играл также на виоле да гамба.
Автор ряда учебных пособий для виолончелистов. Под редакцией Шульца вышли сюиты для виолончели соло Макса Регера (1941), сонаты для виолончели и фортепиано Людвига ван Бетховена, дуэты для двух виолончелей Ф. А. Куммера и др.